# Matapozuelos
Matapozuelos és un municipi situat al sud de la província de Valladolid, a 36 km, a la comunitat autònoma de Castella i Lleó.
El nom MATA vol dir "ciutat" en hebreu.
Es creu que l'Ajuntament actual data de 1875, per les dades que es tenen de les primeres inscripcions del Registre Civil.
L'antic Ajuntament, tanmateix, va ser construït al segle xvi, i va ser emprat, també, com a dipòsit de gra per fer-ne préstecs als veïns de la vil·la, en quantitats petites, durant les èpoques de males collites.

## Fills il·lustres
- Fèlix de Santos (1870-1940) compositor i músic.